# Comité olympique de la Grenade
Le Comité olympique de la Grenade (en anglais, The Grenada Olympic Committee) est le comité national olympique de la Grenade, fondé en 1984 à St. George's.